# Chemical Physics Letters
Chemical Physics Letters (nach ISO 4 abgekürzt Chem. Phys. Lett.) ist eine seit 1967 erscheinende wissenschaftliche Fachzeitschrift im Themengebiet der physikalischen Chemie. Sie erschien zunächst bei North Holland, das 1970 in Elsevier aufging. 2012 hatte sie einen Impact Factor von 2,145.